# Горовое (Роменский район)

Горовое (укр. Горове) — село,
Николаевский сельский совет,
Роменский район,
Сумская область,
Украина.
Код КОАТУУ — 5924186402. Население по переписи 2001 года составляло 145 человек .

## Географическое положение
Село Горовое находится в 4,5 км от левого берега реки Ромен.
На расстоянии в 2,5 км расположены сёла Калиновка, Николаевка и Гаи.
Рядом проходит автомобильная дорога Р-60 (Т-1907).